# Meerbrassen
Die Meerbrassen (Sparidae) sind eine Familie der Barschverwandten (Percomorpha), die aus knapp 40 Gattungen mit mehr als 140 Arten besteht. Es sind 12 Zentimeter bis 2 Meter lange Fische, die weltweit im tropischen und subtropischen offenen Ozean in Schwärmen leben. Die Hälfte aller bekannten Arten lebt in südafrikanischen Gewässern. Im Mittelmeer leben 24 Arten. Einige wenige Arten kommen auch ins Brack- und Süßwasser.

## Merkmale
Meerbrassen sind hochrückige Tiere, mit seitlich zusammengedrücktem Körper und oft silbriger Grundfarbe, dunklen Querbinden und schwarzem Schwanzfleck. Auch bläuliche, rötliche oder gelbliche Farben kommen vor. Die Rückenflosse ist durchgehend und wird normalerweise von 10 bis 13 Flossenstacheln und 10 bis 15 Weichstrahlen gestützt. Die vorderen Strahlen können fadenförmig verlängert sein, z. B. bei Argyrops und Dentex. Die Afterflosse besitzt drei Stacheln und 8 bis 14 Weichstrahlen. Die Brustflossen sind lang und zugespitzt, die Schwanzflosse ist gegabelt oder wenigstens eingekerbt. Die Anzahl der Wirbel liegt bei 24 (10 Rumpf, und 14 Schwanzwirbel), die der Branchiostegalstrahlen bei sechs. Ihre Maxillaria sind bei geschlossenem Maul verdeckt. Der Kiemendeckel ist unbestachelt, die Augenkiemendrüse groß. Die Kieferzähne sind in Anpassung an die Ernährungsweise als Schneide-, Fang- oder Mahlzähne ausgebildet. Pflugscharbein und Gaumenbein sind  unbezahnt. Die Seitenlinie ist vollständig, der Körper von Kammschuppen bedeckt, die bei einigen Arten noch fast cycloid sein können.

## Lebensweise
Unter ihnen gibt es Allesfresser, reine Pflanzenfresser, wie auch carnivor lebende Arten, die meist hartschalige Beute, wie Muscheln, Schnecken und Krebse fressen. Die verschiedenen Arten haben entsprechend ihrer Ernährungsweise spezialisierte Zähne.
Meerbrassen sind oft Zwitter. Entweder haben sie weibliche und männliche Geschlechtsorgane gleichzeitig, oder sie sind im Laufe ihres Lebens zuerst männlich und dann weiblich (protandrisch), oder zuerst weiblich und dann männlich (protogyn).
Sie sind ausgezeichnete Speisefische.

## Äußere Systematik
Die Meerbrassen bilden zusammen mit den Großkopfschnappern (Lethrinidae) und den Scheinschnappern (Nemipteridae) eine Gruppe verwandter „sparoider“ Familien, die von einigen Wissenschaftlern als Überfamilie (Sparoidea) der Percoidei betrachtet wurde, später jedoch als eigene Ordnung (Spariformes) aus den Barschartigen (Perciformes) ausgegliedert wurde. Die Lethrinidae sind die Schwestergruppe der Meerbrassen.

## Innere Systematik
Die Meerbrassen wurden früher in sechs Unterfamilien unterteilt (Boopsinae, Denticinae, Diplodinae, Pagellinae, Pagrinae und Sparinae). Die Unterfamilien wurden aber in phylogenetischen Studien als nicht monophyletisch erkannt. Stattdessen wurden zwei bisher unbenannte Hauptkladen gefunden.
Es gibt über 160 Arten (hier nicht alle aufgeführt) in knapp 40 Gattungen:
- Gattung Acanthopagrus

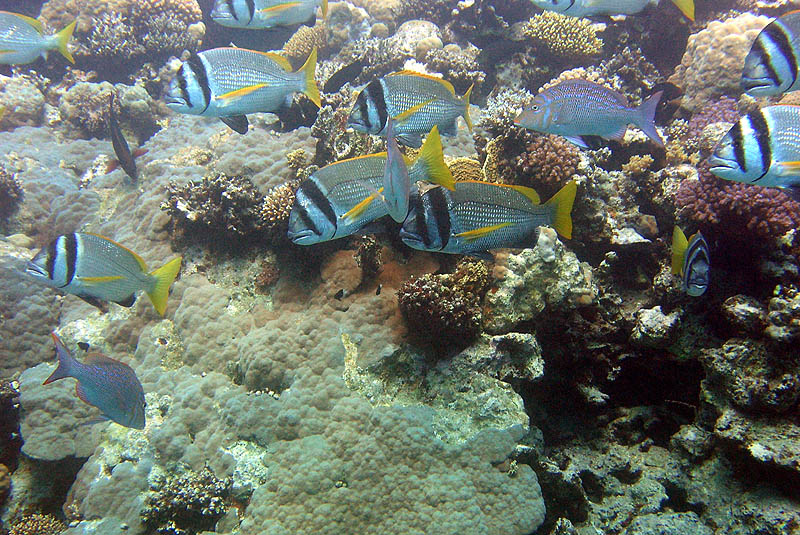
Acanthopagrus bifasciatus

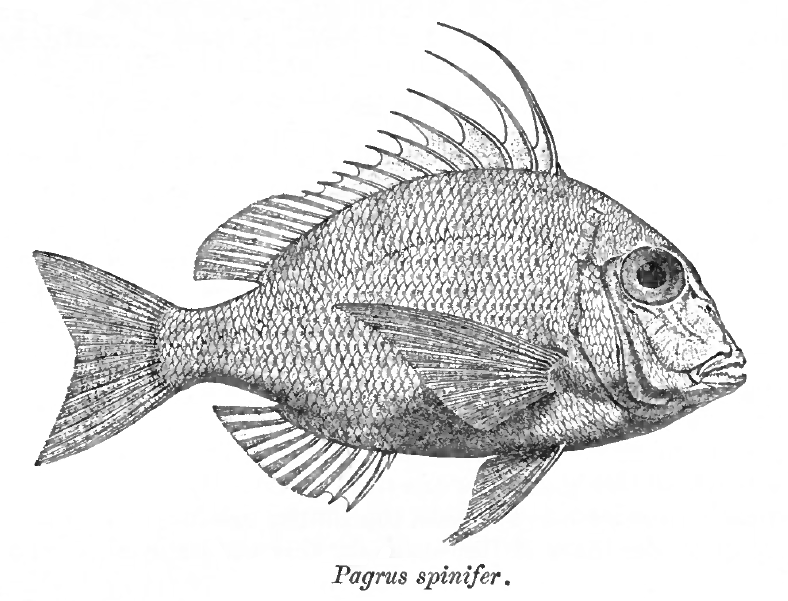
Argyrops spinifer

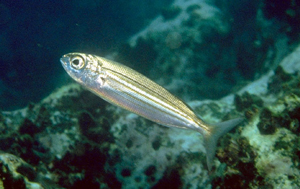
Boops boops

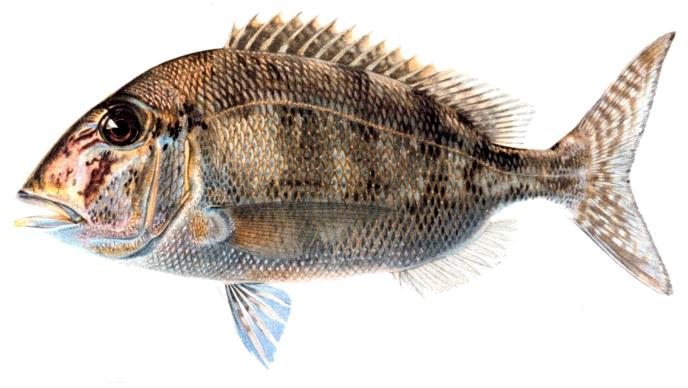
Calamus bajonado

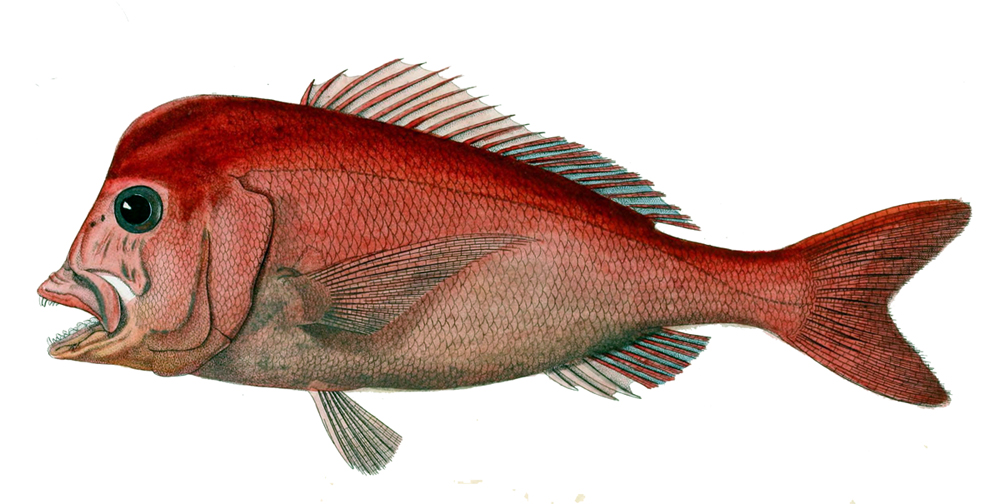
Chrysoblephus gibbiceps

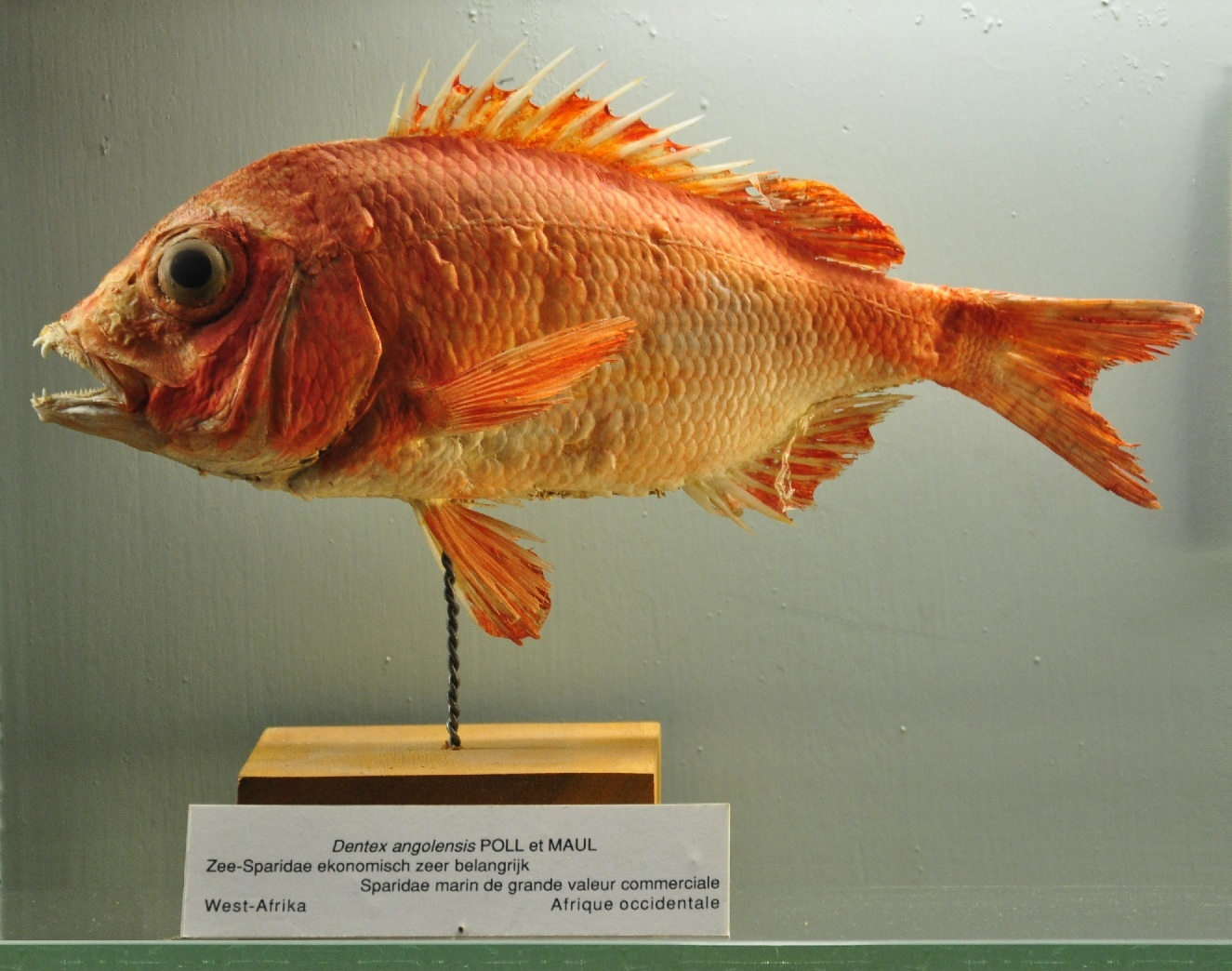
Dentex angolensis

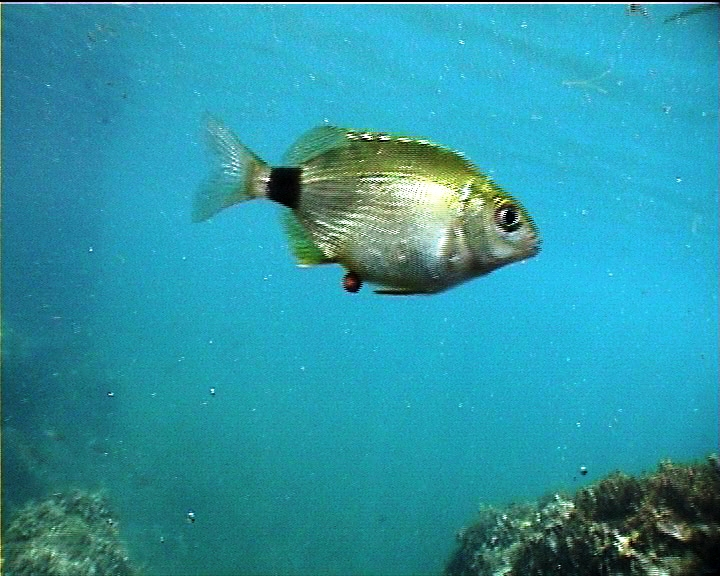
Diplodus annularis

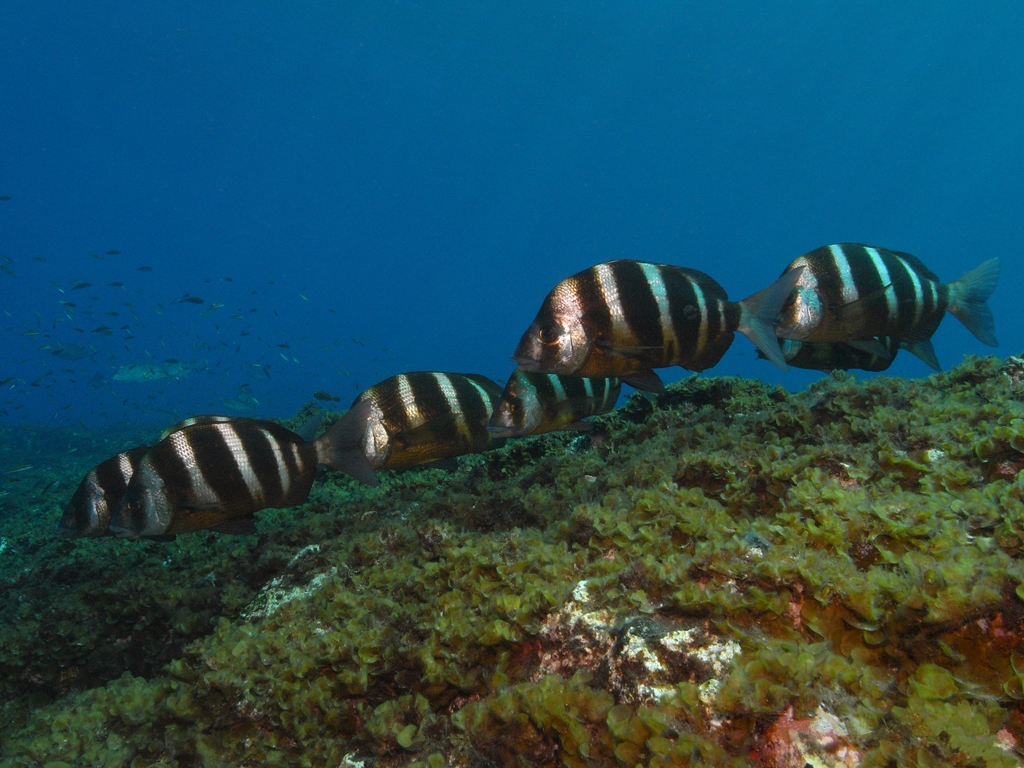
Diplodus cervinus

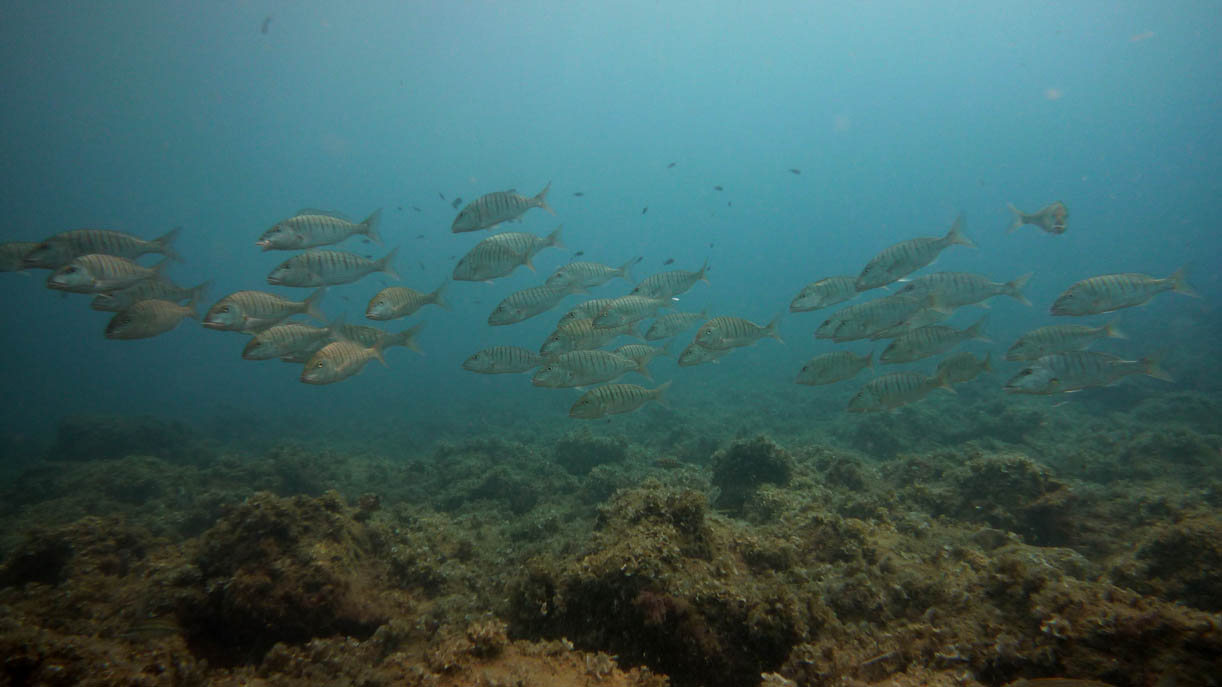
Marmorbrassen (Lithognathus mormyrus)

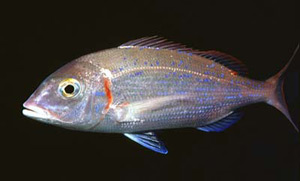
Rotbrasse (Pagellus erythrinus)

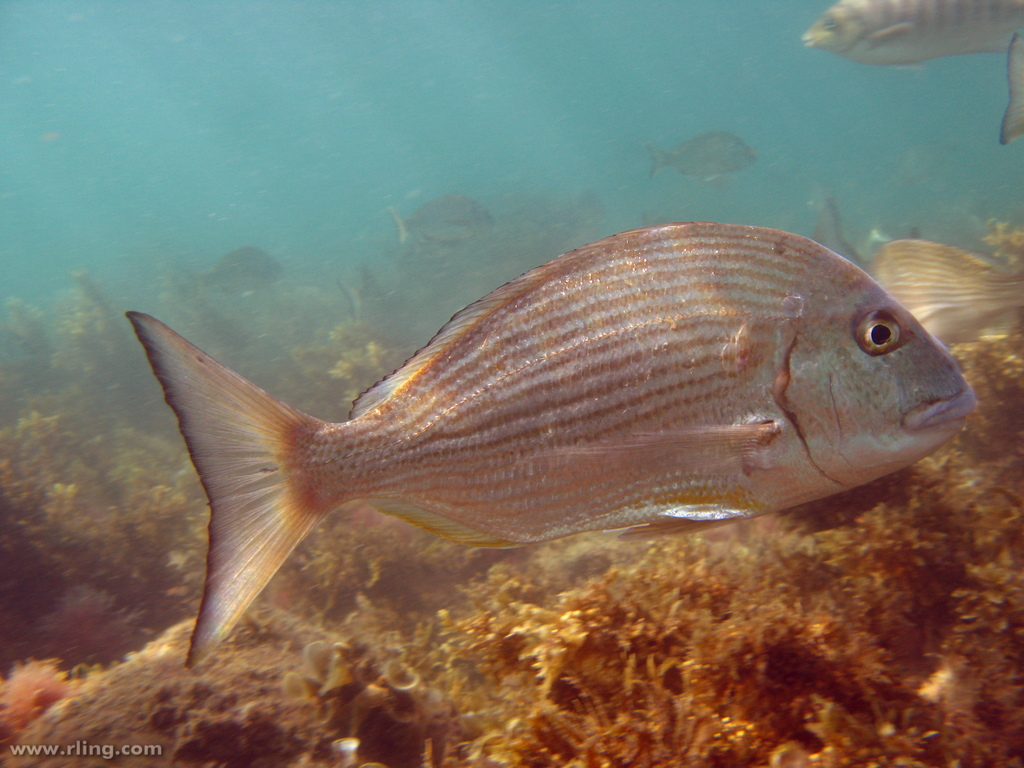
Rhabdosargus sarba

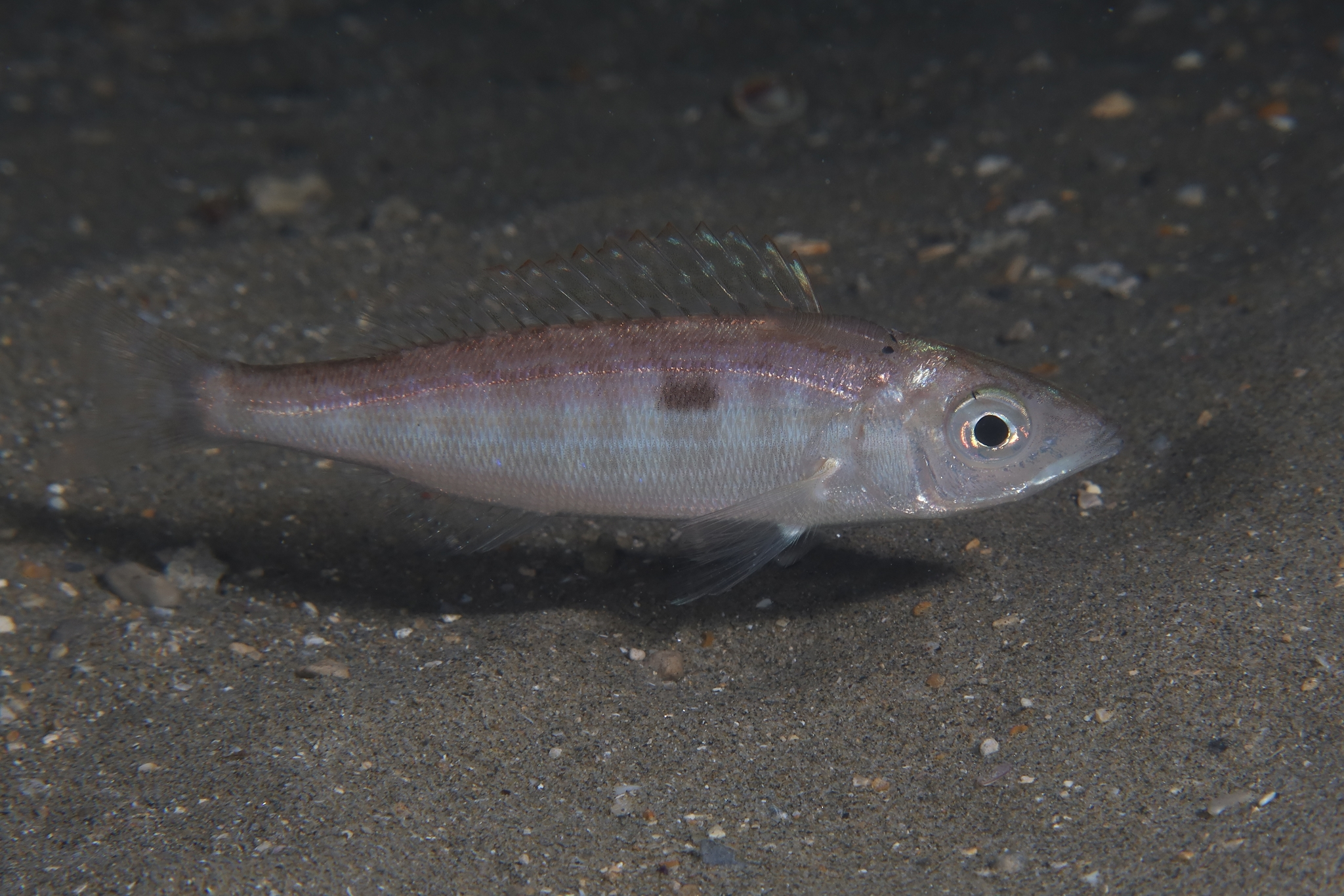
Spicara smaris

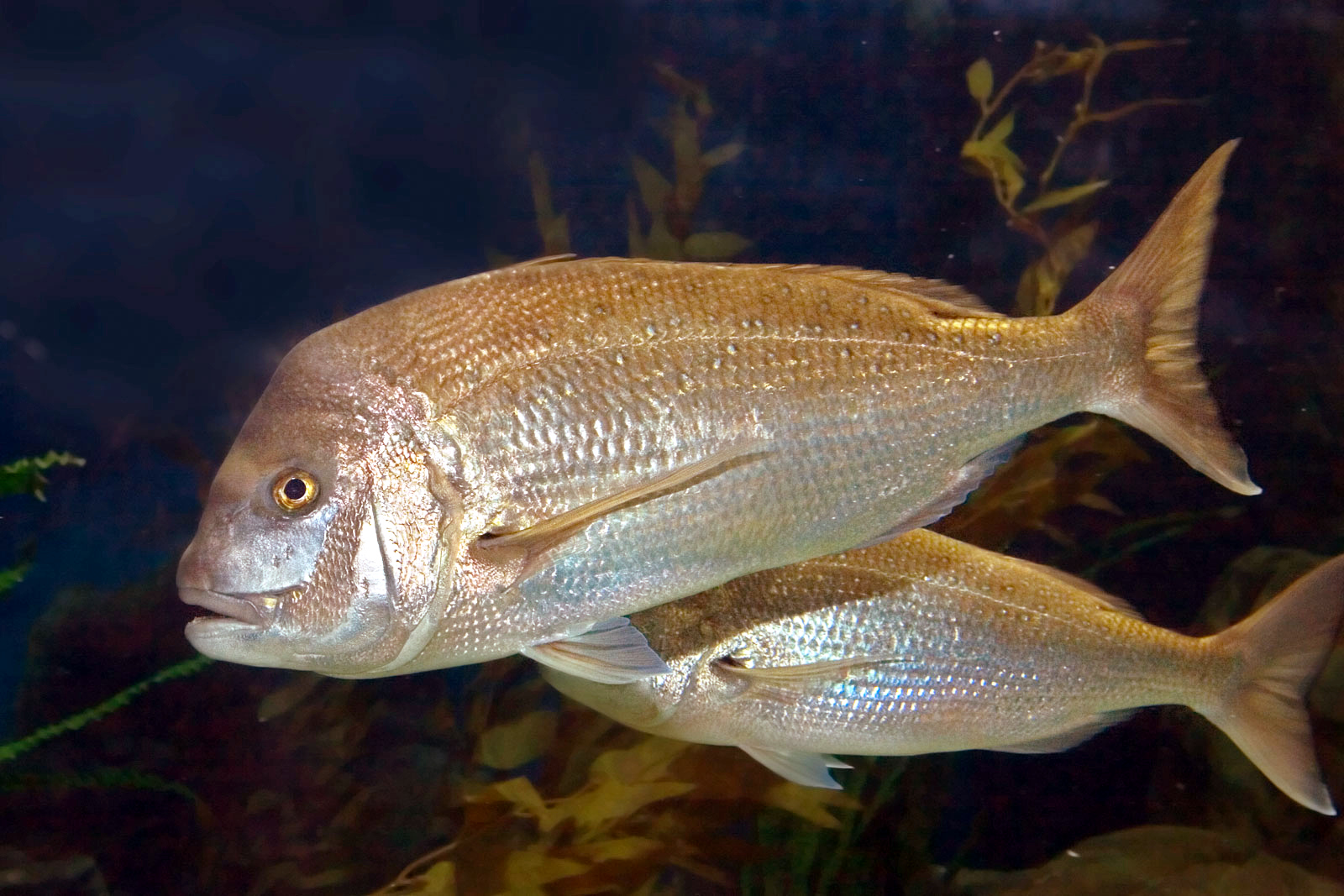
Pagrus auratus

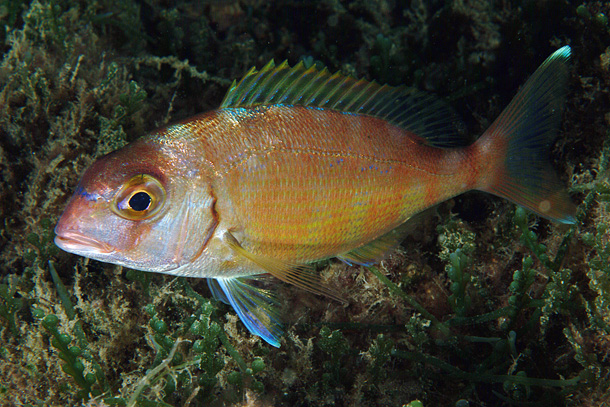
Gemeine Meerbrasse (Pagrus pagrus)

  - Acanthopagrus akazakii Iwatsuki, 2013
  - Acanthopagrus arabicus (Iwatsuki, Kimura & Yoshino, 2006)
  - Acanthopagrus australis (Gunther, 1859)
  - Flussbrasse (Acanthopagrus berda) (Forsskål, 1775)
  - Zweibandbrasse (Acanthopagrus bifasciatus) (Forsskål, 1775)
  - Acanthopagrus butcheri (Munro, 1949)
  - Gelbflossen-Meerbrasse (Acanthopagrus latus) (Houttuyn, 1782)
  - Acanthopagrus morrisoni Iwatsuki, 2013
  - Acanthopagrus palmaris (Whitley, 1935)
  - Acanthopagrus schlegelii (Bleeker, 1854)
  - Acanthopagrus sheim Iwatsuki, 2013
  - Acanthopagrus sivicolus (Akazaki, 1962)
  - Acanthopagrus taiwanensis (Iwatsuki & Carpenter, 2006)
- Gattung Amamiichthys Tanaka & Iwatsuki, 2015
  - Amamiichthys matsubarai (Akazaki, 1962)
- Gattung Archosargus
  - Archosargus pourtalesii (Steindachner, 1881)
  - Sträflings-Meerbrasse (Archosargus probatocephalus) (Walbaum, 1792)
  - Archosargus rhomboidalis (Linnaeus, 1758)
- Gattung Argyrops
  - Argyrops bleekeri (Oshima, 1927)
  - Argyrops caeruleops Iwatsuki & Heemstra, 2018
  - Argyrops filamentosus (Valenciennes, 1830)
  - Argyrops flavops Iwatsuki & Heemstra, 2018
  - Argyrops megalommatus (Klunzinger, 1870)
  - Argyrops notialis Iwatsuki & Heemstra, 2018
  - Argyrops spinifer (Forsskål, 1775)
- Gattung Argyrozona
  - Argyrozona argyrozona (Valenciennes, 1830)
- Gattung Boops
  - Gelbstriemenbrasse (Boops boops) (Linnaeus, 1758)
  - Boops lineatus (Boulenger, 1892)
- Gattung Boopsoidea
  - Boopsoidea inornata (Castelnau, 1861)
- Gattung Calamus
  - Calamus arctifrons (Goode & Bean, 1882)
  - Dickkopf-Brasse (Calamus bajonado) (Bloch & Schneider, 1801)
  - Calamus brachysomus (Lockington, 1880)
  - Großaugenbrasse (Calamus calamus) (Valenciennes, 1830)
  - Calamus campechanus (Randall & Caldwell, 1966)
  - Calamus cervigoni (Randall & Caldwell, 1966)
  - Calamus leucosteus (Jordan & Gilbert, 1885)
  - Calamus mu (Randall & Caldwell, 1966)
  - Calamus nodosus (Randall & Caldwell, 1966)
  - Calamus penna (Valenciennes, 1830)
  - Calamus pennatula (Guichenot, 1868)
  - Calamus proridens (Jordan & Gilbert, 1884)
  - Calamus taurinus (Jenyns, 1840)
- Gattung Centracanthus[3]
  - Centracanthus cirrus Rafinesque, 1810
- Gattung Cheimerius
  - Cheimerius nufar (Valenciennes, 1830)
- Gattung Chrysoblephus
  - Engländerbrasse (Chrysoblephus anglicus) (Gilchrist & Thompson, 1908)
  - Chrysoblephus cristiceps (Valenciennes, 1830)
  - Chrysoblephus gibbiceps (Valenciennes, 1830)
  - Chrysoblephus laticeps (Valenciennes, 1830)
  - Chrysoblephus lophus (Fowler, 1925)
  - Chrysoblephus puniceus (Gilchrist & Thompson, 1908)
- Gattung Crenidens
  - Crenidens crenidens (Forsskål, 1775)
- Gattung Cymatoceps
  - Muschelknacker (Cymatoceps nasutus) (Castelnau, 1861)
- Gattung Dentex
  - Dentex angolensis (Poll & Maul, 1953)
  - Dentex barnardi (Cadenat, 1970)
  - Dentex canariensis (Steindachner, 1881)
  - Dentex carpenteri Iwatsuki et al., 2015
  - Dentex congoensis (Poll, 1954)
  - Zahnbrasse (Dentex dentex) (Linnaeus, 1758)
  - Dentex fourmanoiri (Akazaki & Séret, 1999)
  - Dentex gibbosus (Rafinesque, 1810)
  - Dentex macrophthalmus (Bloch, 1791)
  - Marokko-Meerbrasse (Dentex maroccanus) (Valenciennes, 1830)
  - Dentex multidens (Valenciennes, 1830)
  - Dentex spariformis Ogilby, 1910
  - Dentex tumifrons (Temminck & Schlegel, 1843)
- Gattung Diplodus
  - Ringelbrasse (Diplodus annularis) (Linnaeus, 1758)
  - Diplodus argenteus (Valenciennes, 1830)
  - Diplodus bellottii (Steindachner, 1882)
  - Diplodus bermudensis (Caldwell, 1965)
  - Diplodus capensis (Smith, 1844)
  - Fünfbindenbrasse (Diplodus cervinus) (Lowe, 1838)
  - Diplodus fasciatus (Valenciennes, 1830)
  - Diplodus holbrookii (Bean, 1878)
  - Diplodus levantinus Fricke et al., 2016
  - Rotmeer-Brasse (Diplodus noct) (Valenciennes, 1830)
  - Diplodus prayensis (Cadenat, 1964)
  - Spitzbrasse (Diplodus puntazzo) (Cetti, 1777)
  - Geißbrasse (Diplodus sargus) (Linnaeus, 1758)
  - Zweibindenbrasse (Diplodus vulgaris) (Geoffroy Saint-Hilaire, 1817)
- Gattung Evynnis
  - Evynnis cardinalis (Lacepède, 1802)
  - Evynnis japonica (Tanaka, 1931)
- Gattung Gymnocrotaphus
  - Gymnocrotaphus curvidens (Günther, 1859)
- Gattung Lagodon
  - Lagodon rhomboides (Linnaeus, 1766)
- Gattung Lithognathus
  - Lithognathus aureti (Smith, 1962)
  - Lithognathus lithognathus (Cuvier, 1829)
  - Marmorbrasse (Lithognathus mormyrus) (Linnaeus, 1758)
  - Lithognathus olivieri (Penrith & Penrith, 1969)
- Gattung Oblada
  - Bandbrasse (Oblada melanura) (Linnaeus, 1758)
- Gattung Pachymetopon
  - Pachymetopon aeneum (Gilchrist & Thompson, 1908)
  - Pachymetopon blochii (Valenciennes, 1830)
  - Pachymetopon grande (Günther, 1859)
- Gattung Pagellus
  - Achselfleckbrasse (Pagellus acarne) (Risso, 1827)
  - Pagellus affinis (Boulenger, 1888)
  - Pagellus bellottii (Steindachner, 1882)
  - Rote Fleckbrasse (Pagellus bogaraveo) (Brünnich, 1768)
  - Rotbrasse (Pagellus erythrinus) (Linnaeus, 1758)
  - Pagellus natalensis (Steindachner, 1903)
- Gattung Pagrus
  - Pagrus africanus (Akazaki, 1962)
  - Pagrus auratus (Forster, 1801)
  - Rotbandbrasse (Pagrus auriga) (Valenciennes, 1843)
  - Pagrus caeruleostictus (Valenciennes, 1830)
  - Pagrus major (Temminck & Schlegel, 1843)
  - Gemeine Meerbrasse (Pagrus pagrus) (Linnaeus, 1758)
- Gattung Parargyrops
  - Parargyrops edita (Tanaka, 1916)
- Gattung Petrus
  - Petrus rupestris (Valenciennes, 1830)
- Gattung Polyamblyodon
  - Polyamblyodon germanum (Barnard, 1934)
  - Polyamblyodon gibbosum (Pellegrin, 1914)
- Gattung Polysteganus
  - Polysteganus baissaci Smith, 1978
  - Polysteganus cerasinus Iwatsuki & Heemstra, 2015
  - Polysteganus coeruleopunctatus (Klunzinger, 1870)
  - Polysteganus flavodorsalis Iwatsuki & Heemstra, 2015
  - Polysteganus lineopunctatus (Boulenger, 1903)
  - Polysteganus mascarenensis Iwatsuki & Heemstra, 2011
  - Polysteganus praeorbitalis (Günther, 1859)
  - Polysteganus undulosus (Regan, 1908)
- Gattung Porcostoma
  - Südafrikanische Zahnbrasse (Porcostoma dentata) (Gilchrist & Thompson, 1908)
- Gattung Pterogymnus
  - Pterogymnus laniarius (Valenciennes, 1830) Pterogymnus laniarius
- Gattung Rhabdosargus

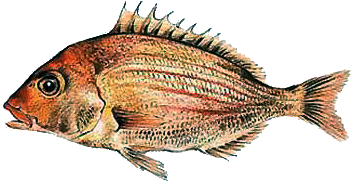
Pterogymnus laniarius

  - Rhabdosargus globiceps (Valenciennes, 1830)
  - Rhabdosargus haffara (Forsskål, 1775)
  - Rhabdosargus holubi (Steindachner, 1881)
  - Rhabdosargus niger Tanaka & Iwatsuki, 2013
  - Rhabdosargus sarba (Forsskål, 1775)
  - Rhabdosargus thorpei (Smith, 1979)
- Gattung Sarpa
  - Goldstriemenbrasse (Sarpa salpa) (Linnaeus, 1758) Goldstriemenbrasse
- Gattung Sparidentex

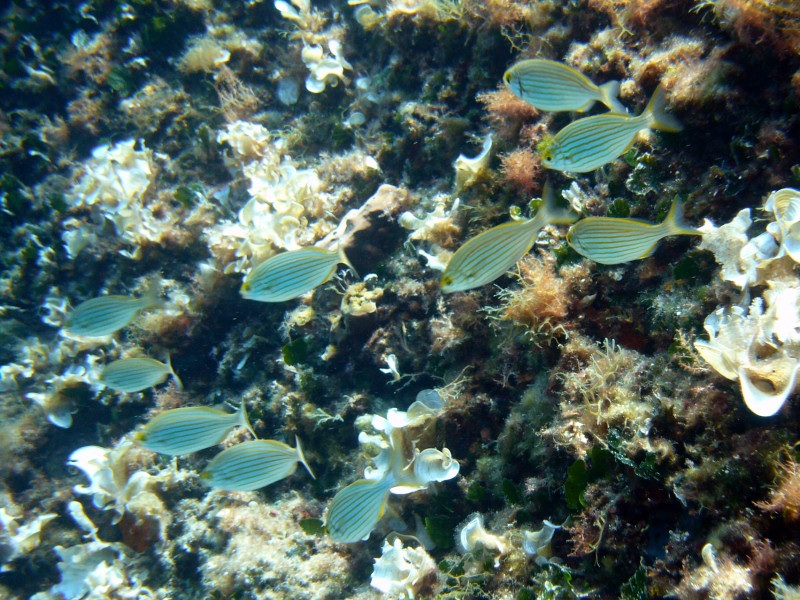
Goldstriemenbrasse

  - Sparidentex hasta (Valenciennes, 1830)
  - Sparidentex jamalensis Amir et al., 2014
- Gattung Sparodon
  - Sparodon durbanensis (Castelnau, 1861)
- Gattung Sparus
  - Goldbrasse (Sparus aurata) (Linnaeus, 1758) Goldbrasse
- Gattung Spicara[3]
  - Spicara alta (Osório, 1917)
  - Spicara australis (Regan, 1921)

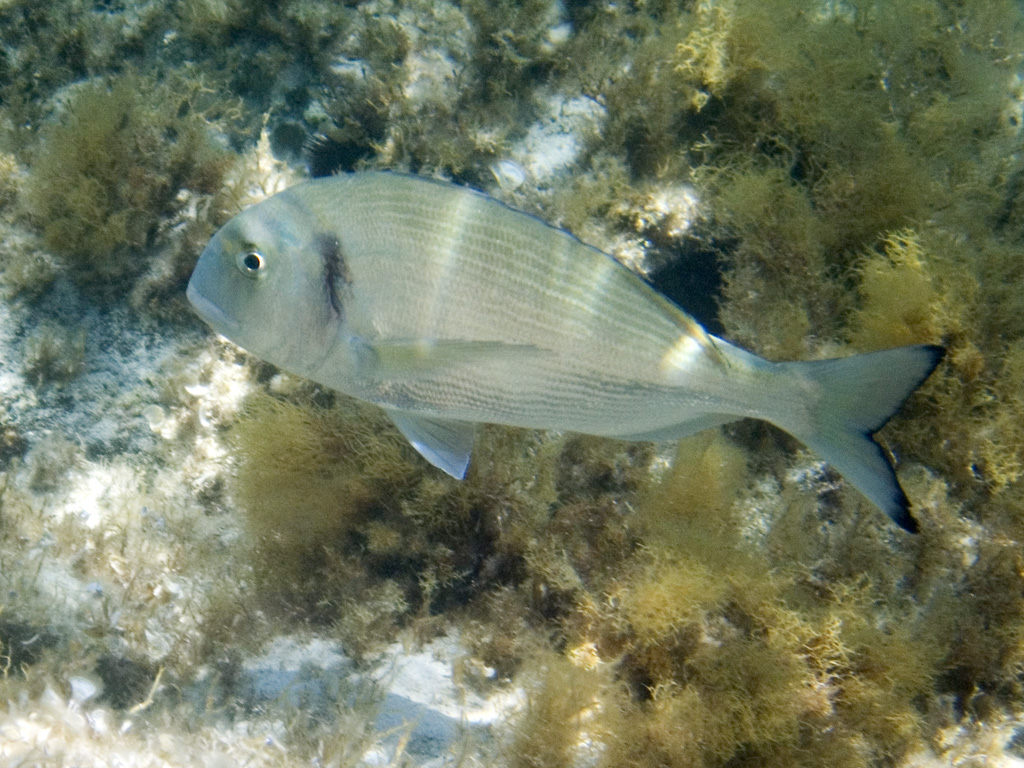
Goldbrasse

  - Spicara axillaris (Boulenger, 1900)
  - Spicara maena (Linnaeus, 1758)
  - Spicara martinicus (Valenciennes, 1830)
  - Spicara melanurus (Valenciennes, 1830)
  - Spicara nigricauda (Norman, 1931)
  - Spicara smaris (Linnaeus, 1758)
- Gattung Spondyliosoma
  - Streifenbrasse (Spondyliosoma cantharus) (Linnaeus, 1758)
  - Spondyliosoma emarginatum (Valenciennes, 1830)
- Gattung Stenotomus
  - Stenotomus caprinus (Jordan & Gilbert, 1882)
  - Stenotomus chrysops (Linnaeus, 1766)
- Gattung Virididentex
  - Virididentex acromegalus (Osório, 1911)